# Pentru că se iubesc
Pentru că se iubesc este un film românesc din 1972 regizat de Mihai Iacob. Rolurile principale au fost interpretate de actorii Emmerich Schäffer, Ilinca Tomoroveanu, Alexandru Repan.

## Distribuție
Distribuția filmului este alcătuită din:
- Natașa Alexandra — Tanti Liza
- Aurel Giurumia
- Alexandru Repan — Dan Ionescu
- Draga Olteanu-Matei — Soția lui Haiduc
- Matei Alexandru
- Ion Omescu — Musceleanu
- Florina Cercel
- Ina Otilia — Grefiera
- Ilinca Tomoroveanu — Gabriela Ionescu
- Emmerich Schäffer — Emil Negulescu
- Dalila Gall — Irina
- Nae Roman — Haiduc
- Fory Etterle — Președintele tribunalului
- Cornel Patrichi — Toni
- Ileana Popovici — Vali
- Ion Punea
- Camelia Zorlescu
- Geo Barton — Profesorul
- Iulian Necșulescu
- George Demetru — Procurorul
- Dan Nuțu — Băiatul mut
- Petre Gheorghiu

## Primire
Filmul a fost vizionat de 1.548.391 de spectatori în cinematografele din România, după cum atestă o situație a numărului de spectatori înregistrat de filmele românești de la data premierei și până la data de 31 decembrie 2014 alcătuită de Centrul Național al Cinematografiei.